# Clavellomimus berecynthia
Clavellomimus berecynthia is een eenoogkreeftjessoort uit de familie van de Lernaeopodidae. De wetenschappelijke naam van de soort is voor het eerst geldig gepubliceerd in 1936 door Leigh-Sharpe.